# 西爾瓦尼亞 (喬治亞州)
西爾瓦尼亞（英語：Sylvania）是一個位於美國喬治亞州斯克里文縣的城市。根據2010年美國人口普查，該地共人口2956人，而該地的面積約為9.80平方千米。同時該地也是斯克里文縣的縣治。

## 地理
西爾瓦尼亞的座標為32°45′01″N 84°38′23″W / 32.75028°N 84.63972°W，而該地的平均海拔高度為70米（即230英尺）。